# العلاقات المالديفية الدومينيكانية
العلاقات المالديفية الدومينيكانية هي العلاقات الثنائية التي تجمع بين المالديف وجمهورية الدومينيكان.

## مقارنة بين البلدين
هذه مقارنة عامة ومرجعية للدولتين:
| وجه المقارنة                                              | [[تصنيف:صفحات تستخدم رمز علم غير موجود\|]] المالديف | جمهورية الدومينيكان |
| --------------------------------------------------------- | --------------------------------------------------- | ------------------- |
| المساحة (كم2)                                             | 298                                                 | 48.67 ألف           |
| عدد السكان (نسمة)                                         | 436.33 ألف                                          | 10.40 مليون         |
| الكثافة السكانية (ن./كم²)                                 | 146.42 ألف                                          | 213.68              |
| العاصمة                                                   | ماليه                                               | سانتو دومينغو       |
| اللغة الرسمية                                             | اللغة الديفهي                                       | اللغة الإسبانية     |
| العملة                                                    | روفيه مالديفية                                      | بيزو دومنيكاني      |
| الناتج المحلي الإجمالي (بليون دولار)                      | 4.60 مليار                                          | 75.93 مليار         |
| الناتج المحلي الإجمالي (تعادل القوة الشرائية) بليون دولار | 5.23 مليار                                          | 149.89 مليار        |
| الناتج المحلي الإجمالي الاسمي للفرد دولار أمريكي          | 8.39 ألف                                            | 6.47 ألف            |
| الناتج المحلي الإجمالي للفرد دولار أمريكي                 | 12.53 ألف                                           | 13.26 ألف           |
| مؤشر التنمية البشرية                                      | 0.706                                               | 0.715               |
| رمز المكالمات الدولي                                      | +960                                                | +1809، +1829، +1849 |
| رمز الإنترنت                                              | .mv                                                 | .do                 |
| المنطقة الزمنية                                           | ت ع م+05:00                                         | 00                  |

## منظمات دولية مشتركة
يشترك البلدان في عضوية مجموعة من المنظمات الدولية، منها:
| علم المنظمة | اسم المنظمة                        | تاريخ انضمام المالديف | تاريخ انضمام جمهورية الدومينيكان |
| ----------- | ---------------------------------- | --------------------- | -------------------------------- |
|             | تحالف الدول الجزرية الصغيرة        | ?                     | ?                                |
|             | البنك الدولي للإنشاء والتعمير      | 13 يناير 1978         | 18 سبتمبر 1961                   |
|             | يونسكو                             | 18 يوليو 1980         | 4 نوفمبر 1946                    |
|             | منظمة التجارة العالمية             | ?                     | ?                                |
|             | وكالة ضمان الاستثمار متعدد الأطراف | 19 مايو 2005          | 7 مارس 1997                      |
|             | الاتحاد البريدي العالمي            | ?                     | ?                                |
|             | مؤسسة التمويل الدولية              | 2 فبراير 1983         | 31 أكتوبر 1961                   |
|             | منظمة الشرطة الجنائية الدولية      | ?                     | ?                                |
|             | الأمم المتحدة                      | 21 سبتمبر 1965        | 24 أكتوبر 1945                   |
|             | مؤسسة التنمية الدولية              | 13 يناير 1978         | 16 نوفمبر 1962                   |
|             | منظمة حظر الأسلحة الكيميائية       | ?                     | ?                                |

## وصلات خارجية
- موقع وزارة الخارجية المالديفية